# Maria Cipriano
Maria da Conceição Cipriano (18 de dezembro de 1943) é uma atleta brasileira. Ela competiu no salto em altura feminino nos Jogos Olímpicos de Verão de 1968, realizados na Cidade do México, onde terminou em 11.º lugar.
Ela terminou em quarto lugar no salto em altura nos Jogos Pan-Americanos de 1963, bem como nos Jogos Pan-Americanos de 1967 e em oitavo nos Jogos Pan-Americanos de 1971.